# Natalia Górriz
Natalia Górriz de Morales, née le 21 juillet 1868 à Chimaltenango (Guatemala) et morte à une date inconnue, est une enseignante et pédagogue guatémaltèque. En 1888, elle participe à la création de l'École normale centrale de jeunes filles (es) et en 1892, le gouvernement du général José María Reina Barrios la promeut inspectrice générale des écoles primaires pour filles à Guatemala City. Elle met sa carrière entre parenthèses à partir de 1894, date de son mariage avec l'homme politique Próspero Morales, puis la reprend après sa mort, en 1898.

## Biographie

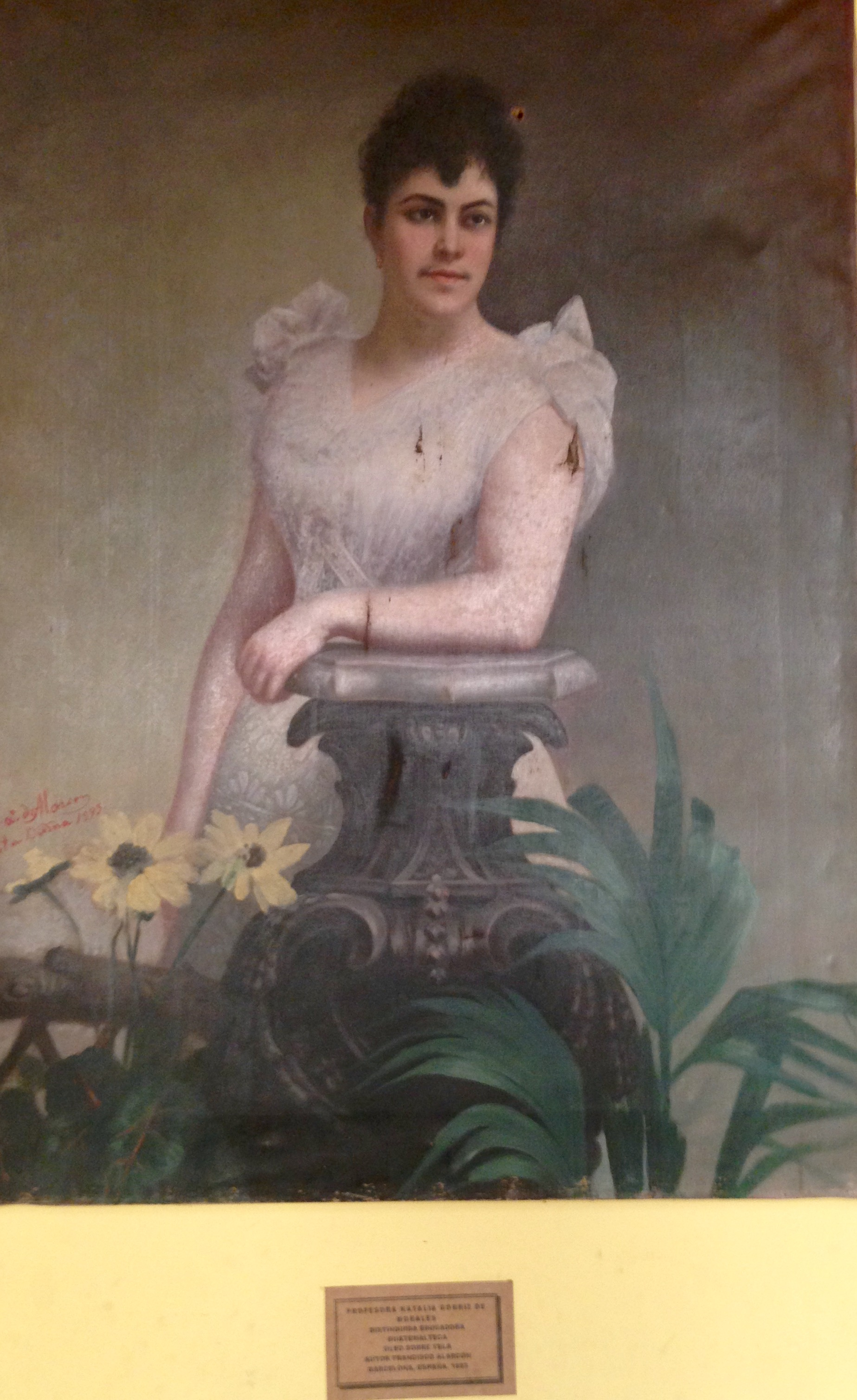
Portrait de Natalia Górriz par Francisco Alarcón (1893).

Elle obtient un diplôme d'institutrice à l'Institut Belén en 1884 puis, l'année suivante, un diplôme d'études secondaires. Peu de temps après, elle devient directrice de la seule école complémentaire qui existait à l'époque à Guatemala City et rejoint l'Institut Belén, où elle enseigne la pédagogie et la grammaire avec une méthode qu'elle invente.
Après avoir réclamé la création d'une école normale de jeunes filles, le gouvernement du général Manuel Barillas accède à sa demande le 28 juin 1888 en fondant l'Escuela Normal de Señoritas (École normale centrale de jeunes filles (es)), qui siège dans l'ancien Institut Belén. En 1891, elle en est nommée directrice et, en 1892, est promue inspectrice générale des écoles primaires pour filles à Guatemala City. Elle est également présidente de l'Académie centrale des enseignants guatémaltèques et membre de la Société géographique de Madrid.
En 1894, elle épouse Próspero Morales, alors ministre des Infrastructures et de la Guerre, et quitte sa carrière pour se consacrer à sa famille. Alors qu'il songe à se présenter à l'élection présidentielle, il est critiqué pour sa gestion des deniers publics, jugée dispendieuse, privilégiant des bâtiments somptuaires et l'organisation de la couteuse Exposición Centroamericana. Le 31 mai 1897, le président José María Reina Barrios dissout l'assemblée et Próspero Morales déménage en août avec sa famille à San Marcos puis rejoint à Quetzaltenango les révolutionnaires opposés au chef de l'État.
Leurs tentatives révolutionnaires échouent, et le couple fuit le Guatemala, s'installant à Tapachula (Mexique). Próspero Morales apprend alors que l'ancien ministre de l'Intérieur Manuel José Estrada Cabrera a été nommé président par intérim après l'assassinat de Reina Barrios le 8 février 1898. Il prend ensuite la décision d'être candidat à l'élection présidentielle de 1898. Il comprend cependant la volonté de Cabrera de rester au pouvoir, retourne au Mexique soulever des hommes et entre au Guatemala avec 1500 rebelles, rapidement arrêtés par le régime. Próspero Morales meurt le 17 août.
En 1904, Natalia Górriz publie le manuel de géographie Compedio de geografía descriptiva et est ensuite nommée directrice de l'École internationale pour filles, où l'élite guatémaltèque envoie ses enfants étudier.
En 1922, un Congrès féministe panaméricain a lieu à Baltimore (États-Unis) et vingt organismes latino-américains y envoient des déléguées. Lors du congrès, la prééminence des Américaines sur tous les sujets de discussion y apparaît clairement, ainsi que leur opinion négative sur les déléguées d'Amérique latine. Ayant assisté au congrès en tant qu'observatrice, l'écrivaine et philanthrope mexicaine Elena Arizmendi Mejia note ce fossé entre ces femmes et annonce la création d'une Ligue des femmes hispano-américaine en 1923. Au Guatemala, Natalia Górriz devient la déléguée de la Ligue.
Le 28 juin 1828, lorsque des écoles maternelles sont créées pour la première fois au Guatemala, elle figure parmi les premières instructrices à y officier bénévolement.
Le 9 juillet 1941, à l'initiative de l'écrivain nicaraguayen Juan Manuel Mendoza, biographe du critique littéraire Enrique Gómez Carrillo, un comité est créé pour édifier un monument en la mémoire de ce dernier. Le comité, qui compte parmi ses membres Miguel Ángel Asturias et Federico Hernández de León, est présidé par Natalia Górriz.
Elle meurt à une date inconnue.

## Ouvrages
- (es) Natalia Górriz de Morales, Compendio de gramática descriptiva, Nabu Press, 2010 (1re éd. 1891) (ISBN 978-1-142-82746-5)
- (es) Natalia Górriz de Morales, Vida y viajes de Colón, Nabu Press, 2010 (1re éd. 1895) (ISBN 978-1-145-14952-6, lire en ligne)
- (es) Natalia Górriz de Morales, Compendio de geografía descriptiva, Tegucigalpa, Honduras, Tipografía Nacional, 1904 (lire en ligne)